# Ducato di Bisceglie e Corato
Biselli e Quaranta, meglio conosciuto come Ducato di Bisceglie e Corato, fu uno stato d’epoca rinascimentale di breve durata, situato nell’allora Regno di Napoli.
Includeva i centri di Bisceglie e Corato, anticamente chiamate Biselli e Quaranta.